# Golfo di Guacanayabo

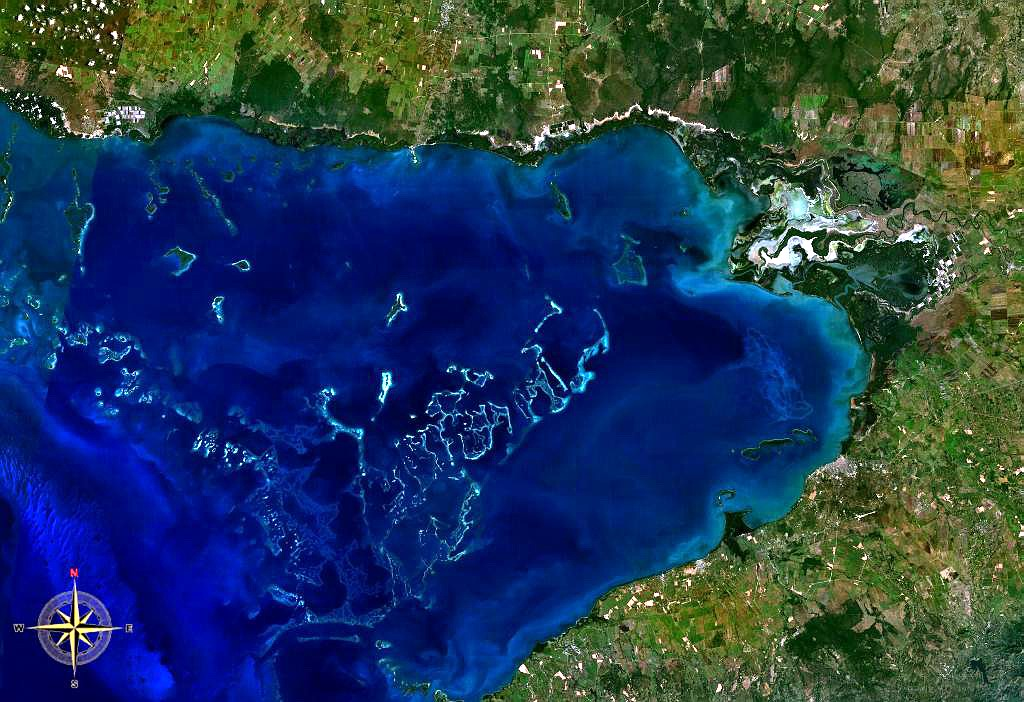
Il Golfo di Guacanayabo visto dallo spazio

Il golfo di Guacanayabo è un'insenatura situata nella costa sud dell'isola di Cuba.
Delimitato dall'arcipelago Jardines de la Reina, il golfo è situato tra le province di Granma e Las Tunas. Il porto più importante e quello di Manzanillo, situato nella zona nord-ovest. Nelle sue acque sfocia il Rio Cauto, il fiume più lungo di Cuba.
L'uragano Dennis, che colpì l'isola nel 2005, raggiunse il suo apice proprio nella zona del golfo.